# Architektura registr-paměť
Architektura registr-paměť je architektura procesoru, která umožňuje provádět aritmetické, logické a další operace s daty uloženými nejen v registrech, ale i v paměti. Pokud architektura umožňuje, aby všechny operandy byly v paměti nebo v registrech v libovolné kombinaci, architekturu nazýváme „registr plus paměť“.
U architektury registr-paměť mohou být jedním z operandů instrukce ADD data v paměti a druhým registr. Tím se odlišuje od architektury load/store, ve které musí být oba operandy instrukce ADD v registrech.
Příkladem architektury registr-paměť jsou počítače IBM System/360 a procesory Intel x86. Příkladem architektury registr plus paměť jsou počítače VAX a rodina mikroprocesorů Motorola 68000.